# Belgrave Hall
Belgrave Hall - budynek zbudowany w 1709 r. przez Edmunda Cradocka w stylu królowej Anny w mieście Leicester przy ul. Church Road w Wielkiej Brytanii.
Z tyłu budynku znajduje się ogród o powierzchni 8100 m². W latach 1767–1844 był domem rodziny Vann.
W roku 1999 dom stał się sławny na całym świecie z powodu dwóch upiornych postaci nagranych przez kamery monitoringu. Dom jest nadal przedmiotem zainteresowania przez łowców duchów.
Międzynarodowe Towarzystwo Badań Paranormalnych przeprowadziło badania, gdzie prawdopodobnie na zewnątrz budynku przechodziło w nocy dwoje ludzi z kamizelkami odblaskowymi.
Obecnie w domu znajduje się muzeum pokazujące życie pracowników, rodziny klasy średniej z okresu wiktoriańskiego.